# Antiklerikalisme
Antiklerikalisme er modstand mod religiøs magt og indflydelse i institutionelle former i alle sider af det offentlige og politiske liv, og i religionens indblanding i borgernes hverdagsliv. Den spiller en mere aktiv politisk rolle end den rene Laïcité, og har til tider været voldelig og ført til angreb på og beslaglæggelse af kirkens ejendom.
Antiklerikalismen har eksisteret i en eller anden form gennem næsten hele kristendommens historie og betragtes som en af drivkrafterne bag reformationen. Enkelte af oplysningstidens filosoffer, deriblandt Voltaire, angreb den katolske kirke, dens lederskab og præster, han anklagede mange af dens ledere for moralsk korruption. Disse angreb var medvirkende til undertrykkelsen af Jesuitterne, og spillede en stor rolle under angreb på selve kirkens eksistens under den franske revolution.
Modstykket til anti-klerikalisme er klerikalisme
| Religion | Spire Denne religionsartikel er en spire som bør udbygges. Du er velkommen til at hjælpe Wikipedia ved at udvide den. |